# Floresta (Paraná)
Floresta ist ein brasilianisches Munizip im Bundesstaat Paraná. Es hat 10.458 Einwohner (2022), die sich Florestenser nennen. Seine Fläche beträgt 158 km². Es liegt 376 Meter über dem Meeresspiegel.

## Etymologie
Der Name Floresta (Wald) des Ortes rührt auf den ersten Blick von der unvergleichlichen Üppigkeit seiner Wälder her. Tatsächlich wählte die Gründerfamilie Kimura den Namen jedoch aus sentimentalen Gründen. Sie kamen Ende 1920 in Santos an und ließen sich dann auf der Fazenda Floresta nieder, einem Bauernhof in der Nähe von Batatais im Norden des Bundesstaats São Paulo. Floresta ist daher wie ein Denkmal dieser traditionellen Familie für die Gastfreundschaft ihrer neuen Heimat Brasilien.

## Geschichte

### Besiedlung ab Mitte des 20. Jahrhunderts
Das Gebiet, das heute dem Territorium der Gemeinde Floresta entspricht, ist Teil des Kolonisierungsgebiets der Companhia de Terras do Norte do Paraná, der heutigen Companhia Melhoramentos Norte do Paraná. Das Land wurde in Parzellen zwischen 5 und 20 Alqueires (12 bis 50 Hektar) aufgeteilt. Die ersten Parzellen wurden Mitte der 1940er Jahre verkauft.
Als erster Pionier kam im Juli 1944 Francisco Silveira da Silva, im Volksmund bekannt als Chico Leiteiro, in Floresta an. Er schlug eine Schneise von etwa 1000 Metern von seinem Grundstück bis zu der Stelle, die als Kilometer 12 an der Straße von Maringá nach Campo Mourão bekannt wurde. Bald zogen Familien aus dem Norte Velho von Paraná (Region Jacarezinho), Santa Catarina, Rio Grande do Sul und Minas Gerais sowie viele andere Einwanderer aus anderen Ländern hierher. Erst 1947 gab es die ersten Verkaufsläden (für Lebensmittel und Waren im Allgemeinen), die dem Pionier Miguel Mansano gehörten.
Der Kaffeeboom in der Region war ein wesentlicher Faktor in der frühen Kolonisierungsphase. Am 27. Dezember erwarb der Japaner Fukumatsu Kimura, damals Geschäftsmann in Maringá, der bereits im Besitz eines Sägewerks im Aufbau war, auch eine angrenzende Fläche von 12 Hektar. Kimura gründete zusammen mit seinen Brüdern Sangoro Kimura und Tomikishi Kimura ein bescheidenes Unternehmen, das der Kolonisierungsphilosophie der Companhia de Terras do Norte do Paraná entsprach. So wurde die "Vila Floresta" geboren.
Es war die Zeit des erstaunlichen Fortschritts, der durch den Kaffeeanbau ausgelöst wurde und Dutzende von Städten hervorbrachte, die der Kolonisierung und dem Bau der Eisenbahnlinie Paraná - Santa Catarina vorausgingen. 
Die Betriebe der Gebrüder Kimura, "Serraria Floresta" und "Cerâmica Floresta" genannt, waren die wichtigsten Faktoren bei der Bildung des städtischen Kerns und die Triebfedern für die schnelle Entwicklung des Ortes.

### Erhebung zum Munizip
Floresta wurde durch das Staatsgesetz Nr. 4245  vom 25. Juli 1960 in den Rang eines Munizips erhoben und am 18. November 1961 als Munizip installiert.

## Geografie

### Fläche und Lage
Floresta liegt auf dem Terceiro Planalto Paranaense (der Dritten oder Guarapuava-Hochebene von Paraná) auf 23° 35′ 56″ südlicher Breite und 52° 04′ 51″ westlicher Länge. Es hat eine Fläche von 158 km². Es liegt auf einer Höhe von 376 Metern.

### Geologie und Böden
Die Böden bestehen aus Terra Roxa. Das Gestein stammt aus dem Mesozoikum der Kreidezeit. Das Land ist bedeckt mit Basalt der São-Bento-Gruppe. Der Norden von Paraná hat das Privileg, dass die Qualität der Böden bis in die Tiefe gut entwickelt und sehr fruchtbar ist.

### Vegetation
Das Biom von Floresta ist Mata Atlântica.

### Klima
In Floresta herrscht gemäßigtes und warmes Klima. Die meiste Zeit im Jahr ist mit erheblichem Niederschlag zu rechnen. Selbst im trockensten Monat fällt eine Menge Regen. Die Klimaklassifikation nach Köppen und Geiger lautet Cfa. Es herrscht im Jahresdurchschnitt eine Temperatur von 22,4 °C. Innerhalb eines Jahres gibt es 1561 mm Niederschlag.

### Gewässer
Der Ivaí bildet die südwestliche Grenze des Munizips. Das Munizip liegt vollständig in dessen Einzugsbereich auf seinem rechten Ufer. Ihm fließen eine Reihe von Bächen zu: der Córrego Taquaruçu, der Ribeirão Caxias, der Córrego Haiti, der Córrego Yucatan, der Córrego Jaci, der Ribeirão Floriano, der Ribeirão Pingüim und der Córrego Guanaco. Entlang der südlichen Munizipgrenze fließt der Ribeirão Marialva zum Ivaí.

### Straßen
Floresta liegt an der PR-317 von Campo Mourão nach Maringá. Über die PR-551 kommt man im Westen nach Ivatuba und Doutor Camargo. Die PR-546 führt nach Itambé im Osten.

### Nachbarmunizipien
|                    |                                             | Maringá und Marialva |
| Ivatuba            | Kompassrose, die auf Nachbargemeinden zeigt |                      |
| Engenheiro Beltrão |                                             | Itambé               |

## Stadtverwaltung
Bürgermeister: Ademir Luiz Maciel, PSD (2021–2024) 
Vizebürgermeister: Luiz Mansano, PMDB (2021–2024)

## Demografie

### Bevölkerungsentwicklung
| Jahr | Einwohner | Stadt | Land |
| ---- | --------- | ----- | ---- |
| 1970 | 8.303     | 15 %  | 85 % |
| 1980 | 4.297     | 50 %  | 50 % |
| 1991 | 4.527     | 77 %  | 23 % |
| 2000 | 5.122     | 86 %  | 14 % |
| 2010 | 5.931     | 92 %  | 8 %  |
| 2022 | 10.458    |       |      |

Quelle: IBGE (2011) und Volkszählung 2022

### Ethnische Zusammensetzung
| Gruppe *    | 1991    | 2000    | 2010    | wer sich als ...                                                                 |
| ----------- | ------- | ------- | ------- | -------------------------------------------------------------------------------- |
| Weiße       | 77,8 %  | 82,5 %  | 63,9 %  | weiß bezeichnet                                                                  |
| Schwarze    | 3,2 %   | 2,8 %   | 4,0 %   | schwarz bezeichnet                                                               |
| Gelbe       | 5,4 %   | 1,8 %   | 2,3 %   | von fernöstlicher Herkunft wie japanisch, chinesisch, koreanisch etc. bezeichnet |
| Braune      | 13,6 %  | 12,9 %  | 29,6 %  | braun oder als Mischung aus mehreren Gruppen bezeichnet                          |
| Indigene    | 0,0 %   | 0,0 %   | 0,2 %   | Ureinwohner oder Indio bezeichnet                                                |
| ohne Angabe | 0,0 %   | 0,1 %   | 0,0 %   |                                                                                  |
| Gesamt      | 100,0 % | 100,0 % | 100,0 % |                                                                                  |

*) Das IBGE verwendet für Volkszählungen ausschließlich diese fünf Gruppen. Es verzichtet bewusst auf Erläuterungen. Die Zugehörigkeit wird vom Einwohner selbst festgelegt.
Quelle: IBGE (Stand: 1991, 2000 und 2010)

## Wirtschaft
An die Stelle der Kaffeeplantagen, die zur Besiedlung der Gemeinde geführt haben, ist die mechanisierte Landwirtschaft getreten. Sie hat zur Vergrößerung der Grundstücke, zur Verringerung der Arbeitskräfte und zur Abwanderung der Landarbeiter in die nächstgelegenen Städte geführt (Landflucht).